# CB Puerto Sagunto
CB Puerto Sagunto (pełna nazwa:Club Balonmano Alser Puerto Sagunto) – męski klub piłki ręcznej z Hiszpanii, powstał w 1951 roku w Puerto de Sagunto. Obecnie nosi nazwę Alser Puerto Sagunto.